# 子囊

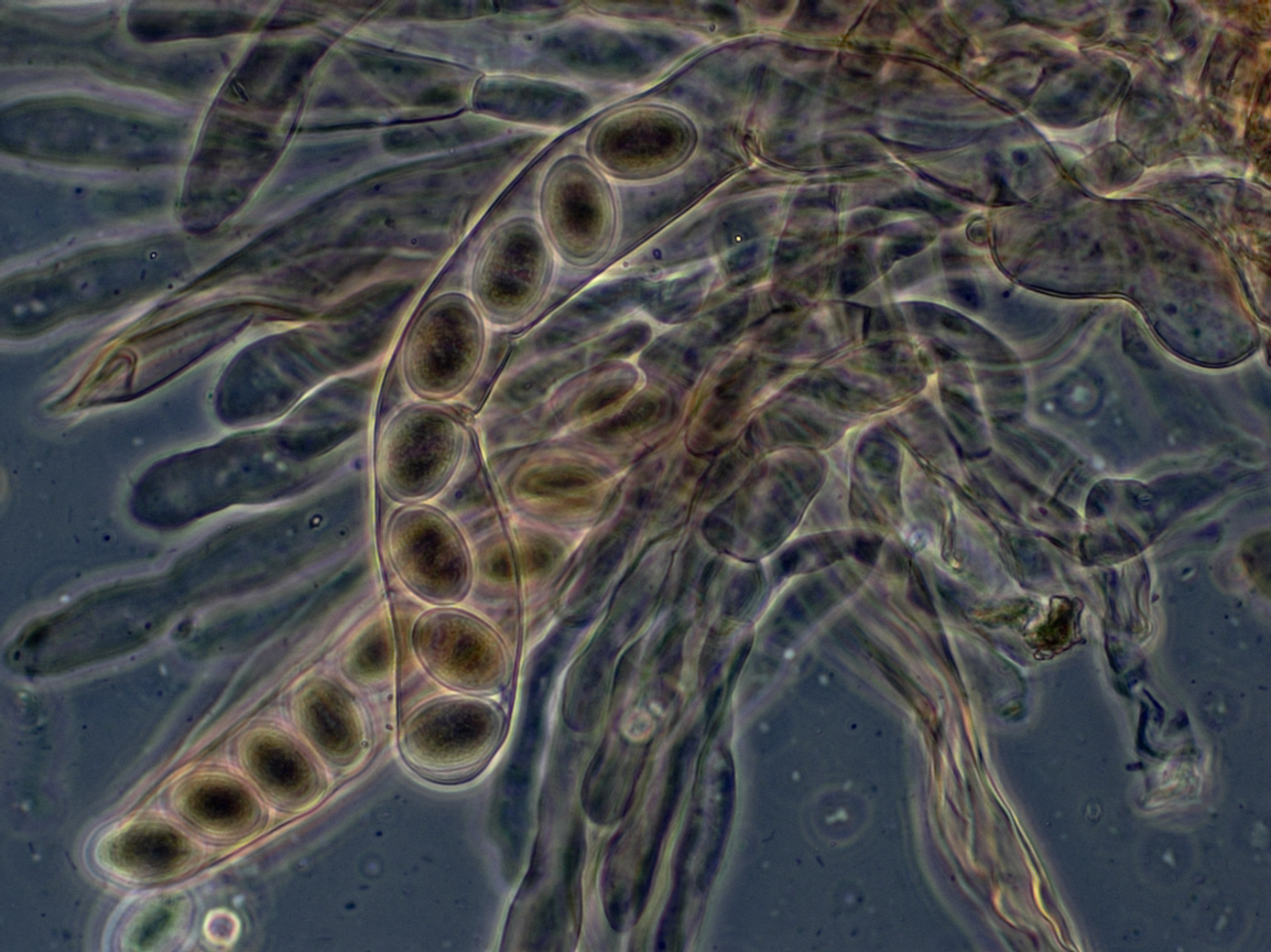
Morchella elata的子囊

子囊（ascus）是子囊菌门真菌通过单倍体胞核进行有性生殖并辗转产生而產生子囊孢子的细胞。
子囊一般位于产囊菌丝的顶端，形狀不一，多数子囊呈現圆柱状，也有瓶狀或棒狀。
子囊大多通过胞核的三次分裂，随后形成游离细胞，终于在子囊内产生有8個子囊孢子，也有4個或32－1024个。一些低等子囊菌其子囊並非由产囊细胞生成，而是由双核菌丝上的双核细胞所生成。

## 外部連結
- IMA真菌名詞解釋：子囊 （页面存档备份，存于） （英文）
- APSnet植物病理學圖解術語：子囊 （英文）